# Cambridge (Nouvelle-Zélande)
Pour les articles homonymes, voir Cambridge (homonymie).
Cambridge est une ville de la région du Waikato dans l'île du Nord de la Nouvelle-Zélande. Elle est située à 24 kilomètres au sud-est de Hamilton, sur le fleuve Waikato. Cambridge est surnommée « Ville des arbres ». Sa population, en croissance rapide, s'élève à 13 890 habitants (recensement de 2001), ce qui en fait la municipalité la plus importante du district de Waipa.
Cambridge est connue pour ses élevages de chevaux, qui ont produit de nombreux champions en course et saut d'obstacles.
Mark Todd, dit « le Cavalier du Siècle », est né à Cambridge, tout comme Colin Meads, légende du rugby néo-zélandais. The Datsuns se sont formés à Cambridge également.
La ville est jumelée avec Le Quesnoy en France.